# サラ・ソコロヴィッチ
サラ・ソコロヴィッチ（Sarah Sokolovic）は、アメリカ合衆国の女優である。

## 来歴
ウィスコンシン州・ミルウォーキーに生まれる。2011年にイェール大学の演劇大学院を卒業した。

## 人物
主に舞台女優として活動していたが、2011年にテレビドラマ『アンフォゲッタブル 完全記憶捜査』にローレン・ガーバー役として出演後はテレビや映画でもキャリアを重ねていく。
2015年にテレビドラマ『HOMELANDシーズン5』でデューリング財団で働くアメリカ人ジャーナリスト・ローラ・サットン役を演じた。

## 出演作品

### テレビ
| 年   | 題                              | 役名               | 備考         |
| ---- | ------------------------------- | ------------------ | ------------ |
| 2011 | アンフォゲッタブル 完全記憶捜査 | ローレン・ガーバー | 1エピソード  |
| 2015 | HOMELAND                        | ローラ・サットン   | 10エピソード |